# Borejkowszczyzna
Borejkowszczyzna (lit. Bareikiškės) – wieś na Litwie położona w rejonie wileńskim okręgu wileńskiego, 14 km na południowy wschód od Wilna.

## Historia

### Własność
Na początku XVI wieku majątek należał do Kazimierza Adamowicza. Później dobra te były własnością rodziny Sapiehów. W XIX stuleciu był to niewielki folwark, należący od 1830 roku do hrabiego Benedykta Tyszkiewicza. Wieś należała do dóbr Czarna Tyszkiewiczów herbu Leliwa klucza niemieżańskiego co najmniej do końca XIX wieku. W połowie XIX wieku folwark był w dyspozycji kucharza Tyszkiewiczów. Od 23 kwietnia 1853 roku do swej śmierci w 1862 roku majątek dzierżawił Władysław Syrokomla. Przyjechał to z Załucza po stracie trojga dzieci, z żoną Pauliną z Mitraszewskich Kondratowiczową. Po śmierci Syrokomli majątek dzierżawiła rodzina Narkiewiczów.
Za czasów Syrokomli majątek liczył 2,5 włóki roli i łąk oraz 2 poddanych. W 1909 roku – 5 włók.
| rok  | liczba ludności     |
| ---- | ------------------- |
| 1880 | 10 dusz rewizyjnych |
| 1905 | 106                 |
| 1931 | 124                 |
| 1959 | 127                 |
| 1970 | 81                  |
| 1979 | 85                  |
| 1984 | 69                  |
| 1989 | 54                  |
| 2001 | 62                  |
| 2011 | 78                  |

### Przynależność administracyjna
- W I Rzeczypospolitej – (od 1565 roku) powiat wileński w województwie wileńskim Rzeczypospolitej;
- po III rozbiorze Polski (od 1795 roku) majątek leżał w gminie Rukojnie w powiecie wileńskim (ujeździe) guberni wileńskiej (w latach 1797–1801 guberni litewskiej) Imperium Rosyjskiego[6];
- 7 czerwca 1919 roku gmina Rukojnie weszła w skład utworzonego pod Zarządem Cywilnym Ziem Wschodnich okręgu wileńskiego[11], przejętego 9 września 1920 roku przez Tymczasowy Zarząd Terenów Przyfrontowych i Etapowych[12]. W związku z powstaniem Litwy Środkowej 9 października 1920 roku gmina wraz z główną częścią powiatu wileńskiego znalazła się w jej strukturach[13][14]. 13 kwietnia 1922 roku gmina weszła w skład objętej władzą polską Ziemi Wileńskiej[15] (powiat wileński połączono z powiatem trockim w nowy powiat wileńsko-trocki), przekształconej 20 stycznia 1926 roku w województwo wileńskie[16]. Po likwidacji gminy Rukojnie 1 kwietnia 1927 roku wieś znalazła się w gminie Rudomino w tymże powiecie i województwie;
- po zajęciu tych terenów przez Armię Czerwoną wieś należała do Litwy, która w okresie 1940–1990, jako Litewska Socjalistyczna Republika Radziecka, wchodziła w skład ZSRR;
- od 1990 roku wieś leży na terenie niepodległej Litwy.

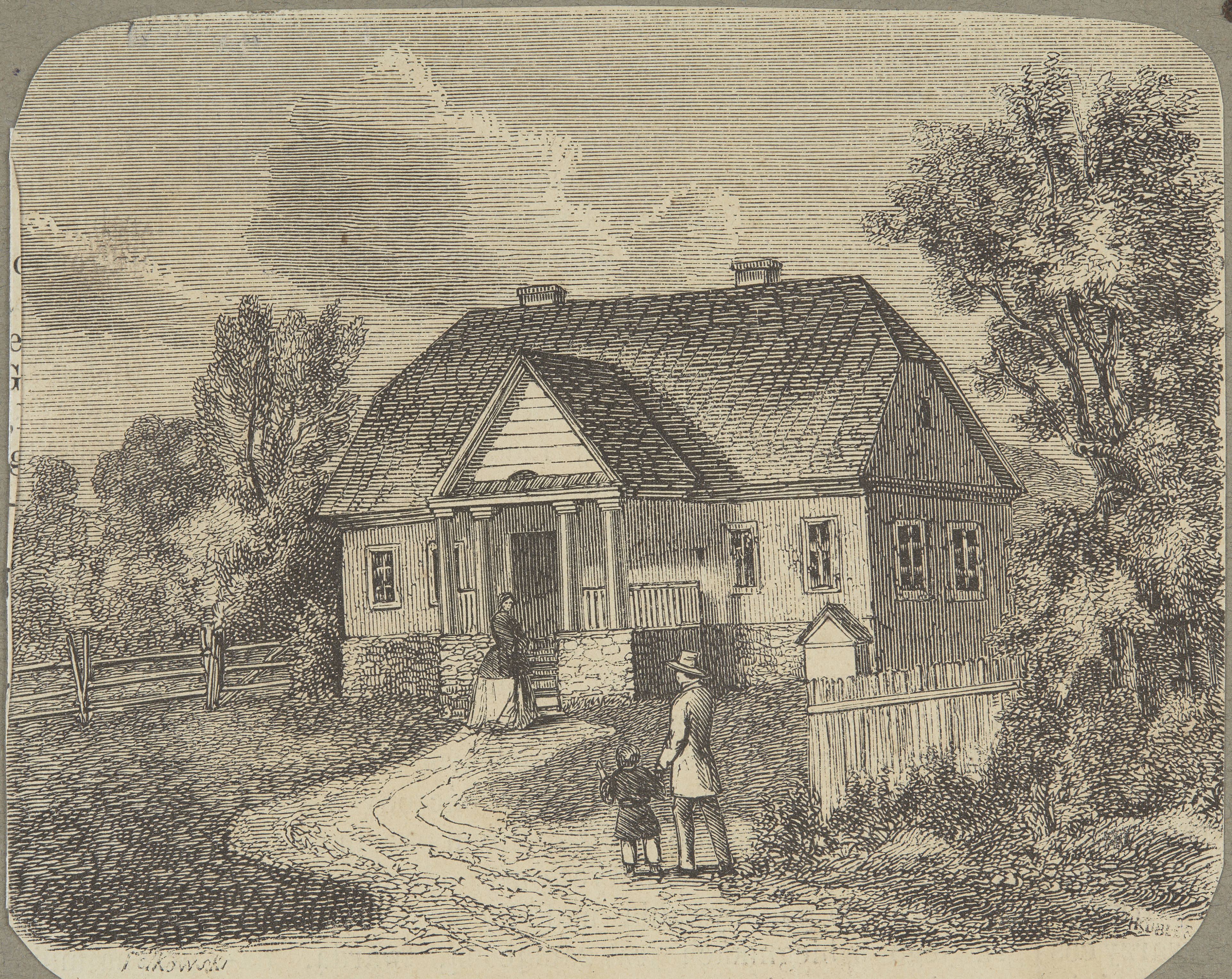
Dworek na litografii z 1868 roku

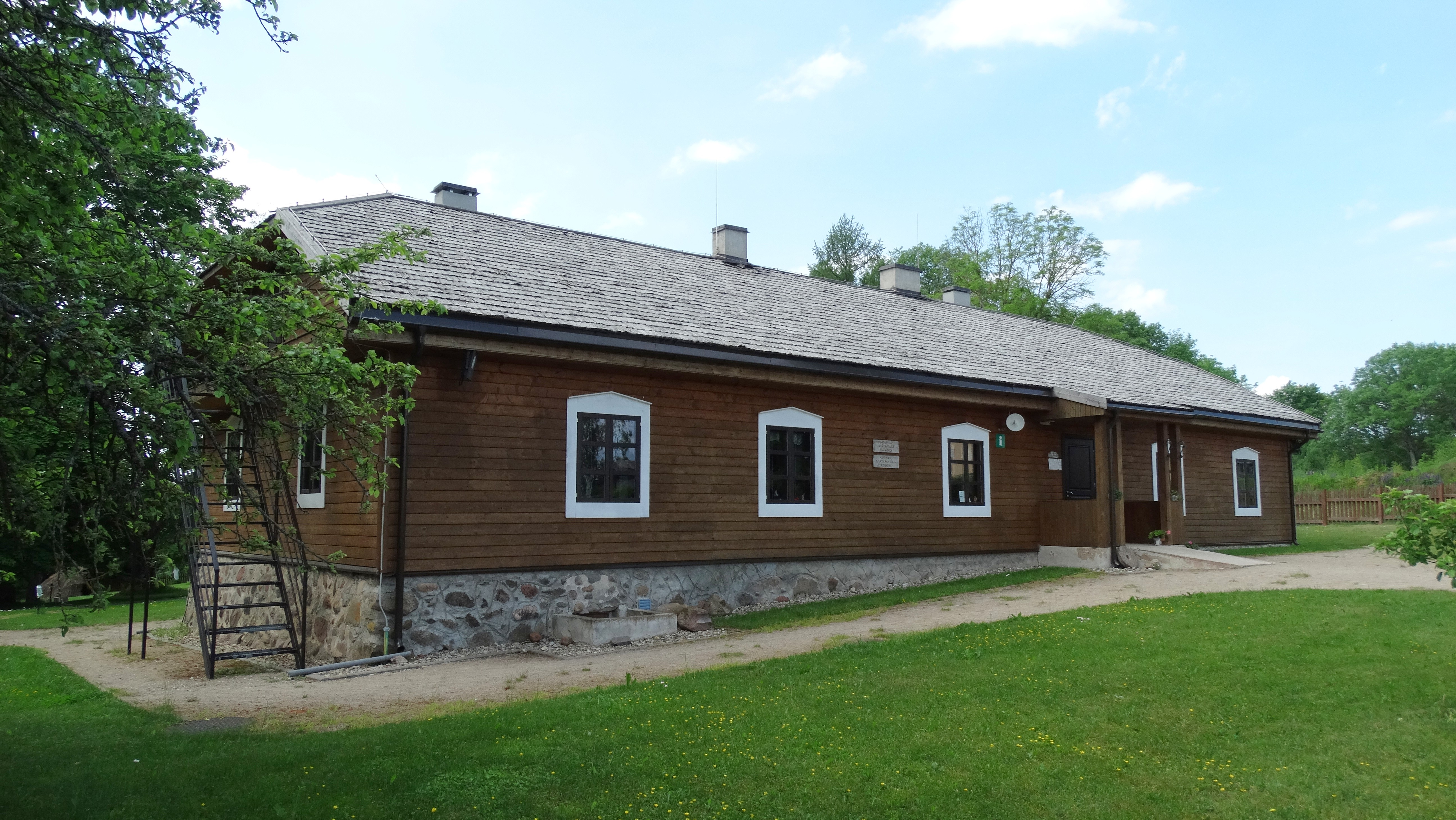
Muzeum Władysława Syrokomli w 2016 roku

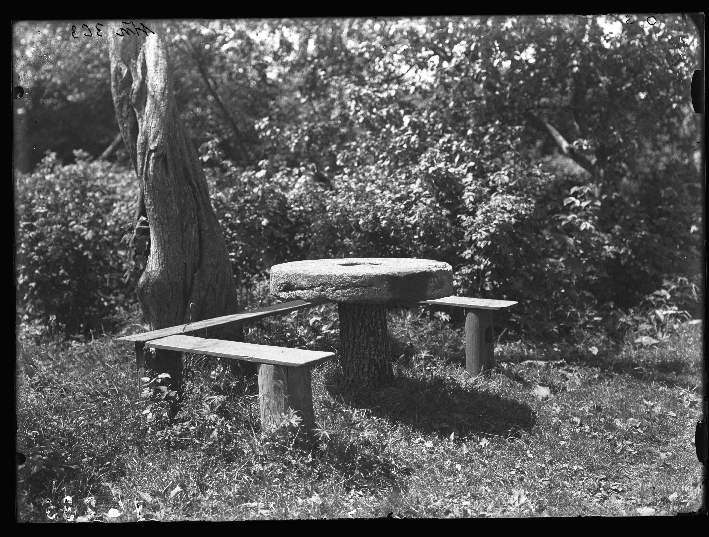
Stół Władysława Syrokomli, zdjęcie Jana Bułhaka z okresu międzywojennego

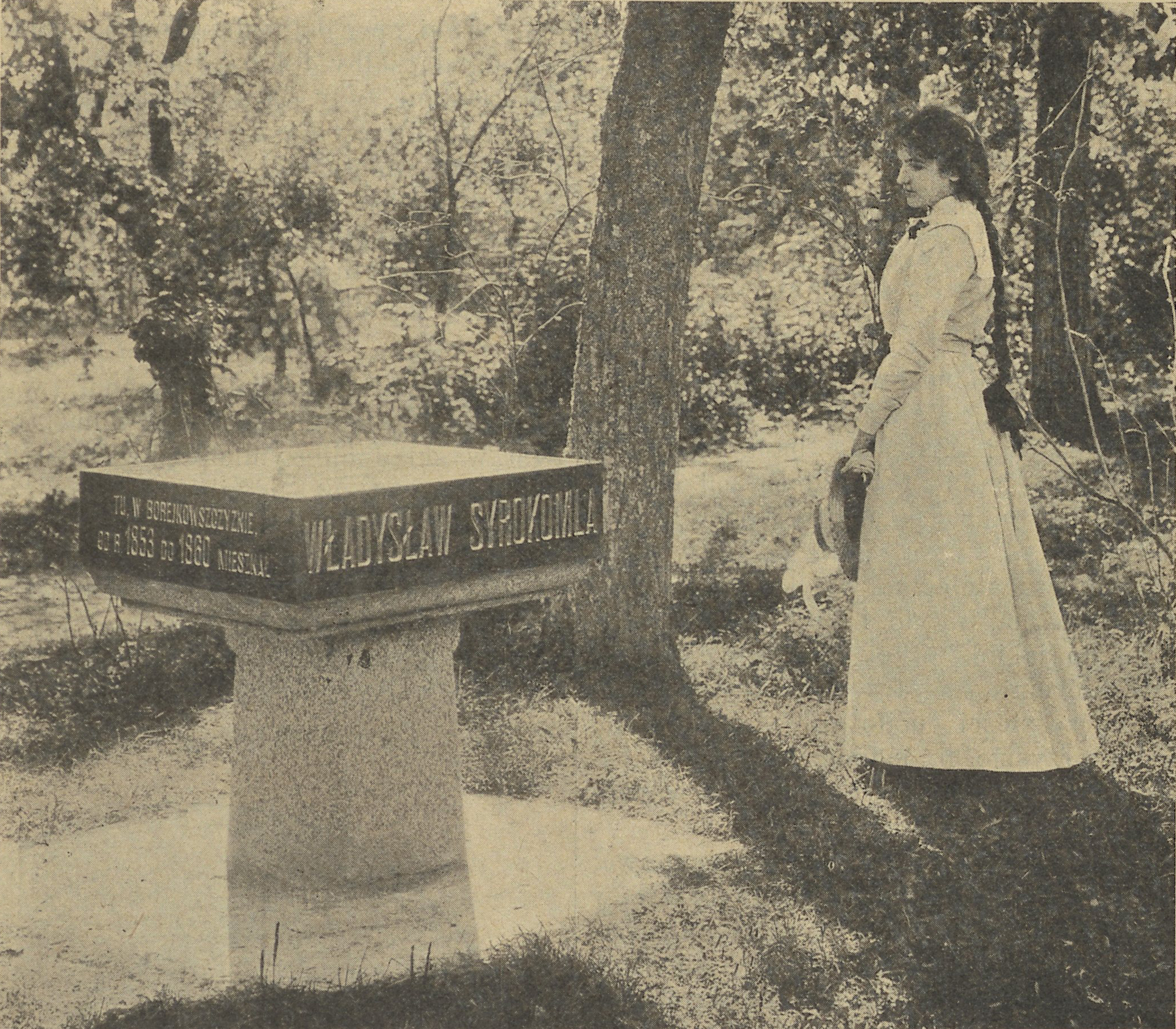
Pomnik Władysława Syrokomli na zdjęciu z 1907 roku

## Dwór
Drewniany, parterowy dwór został zbudowany tu na początku XIX wieku. Jest to prostokątny budynek wzniesiony na kamiennej podmurówce, z obszernym, asymetrycznie usytuowanym gankiem od frontu i przykryty gontowym naczółkowym dachem. W domu było kilka małych pokoików. 
W domu tym Syrokomla przyjmował wielu swych przyjaciół. Bywali tu m.in. Michał Baliński, Ignacy Chodźko, Antoni Edward Odyniec, Antoni Pietkiewicz piszący pod pseudonimem Adam Pług, archeolog Eustachy Tyszkiewicz, historyk Mikołaj Malinowski, malarz Wincenty Dmochowski, wydawca i redaktor „Kuriera Wileńskiego” Adam Honory Kirkor, Stanisław Moniuszko, znany rosyjski poeta Paweł Kukolnik, Antoni Lesznowski, gitarzysta dworu angielskiego St. Szczepanowski, wiolonczelista Samuel Kossowski, malarze Jan Moraczyński i Wincenty Dmochowski, podróżnik Teodor Tripplin czy dziennikarz i kolekcjoner wileński Jan Konrad Obst. 
Dwór przetrwał I i II wojnę światową, po remontach w latach 1975 i 2011 stoi do dziś.

## Upamiętnienie Władysława Syrokomli
W 1897 roku, w 35. rocznicę śmierci Syrokomli, postawiono tu również pomnik poety, w kształcie stołu na jednej nodze, z wyrytym wizerunkiem liry i tekstem w języku polskim:
Tu, w Borejkowszczyźnie, od r. 1853 do 1860 mieszkał W. Syrokomla
... Wiosce chluba urasta; młodzianin, dziewczę, niewiasta,
Przed ludźmi cudzej ziemi,
Westchnieniem i gawędą sławić lirnika będą,
Co śpiewał i żył z niemi.
W tem miejscu, przy stole kamiennym, tworzył swe wiekopomne dzieła
Władysław Syrokomla
W latach 1919–1969 we dworze mieściła się szkoła podstawowa, nosząca do września 1939 roku imię poety. W  1969 roku miejsce szkoły zajęła biblioteka. W 1975 roku po przeprowadzeniu adaptacyjnego remontu, związanego z obchodami 150-lecie urodzin poety, jedną połowę budynku dworskiego nadal zajmowała biblioteka, w drugiej zaś urządzono muzeum Władysława Syrokomli. Oryginalne meble poety przekazał Jan Szylkin z Santoki. W muzeum znalazły się również osobiste przedmioty Syrokomli: cygarnica, kałamarz, nóż do otwierania listów, zegar ze słoniem.
W 2011 roku dokonano gruntownej rekonstrukcji muzeum i biblioteki, finansowanej z Funduszu Rozwoju Regionalnego Unii Europejskiej i samorządu rejonu wileńskiego. Prace zrealizowane przez przedsiębiorstwo budowlane „Chanita” Józefa Chaninowicza obejmowały wymianę nadgniłych bierwion i więźby dachowej, pokrycie dachu gontem i wymianę okien.
Muzeum Władysława Syrokomli wspólnie z Centrum Turystycznym i Informacyjnym organizuje wiele imprez kulturalnych i krajoznawczych. Zbudowano na świeżym powietrzu niewielki amfiteatr, gdzie odbywają się inscenizowane koncerty muzyki dawnej i konkursy recytatorskie, zaś w pomieszczeniach dworu – spotkania literackie i lekcje dla młodzieży szkolnej,  dotyczące m.in. życia i spuścizny Syrokomli.
Obok dworu, po prawej stronie znajduje się kamień młyński, umieszczony tu przez poetę, który służył mu za stół, przy którym czasem tworzył.